# Trafigura
Trafigura ist ein international tätiges niederländisches Rohstoffhandelsunternehmen. Verwaltungssitz der Trafigura Group Pte. Ltd. ist Singapur. Sie wird von der Trafigura Beheer B.V. und der Farringford N.V. gehalten.
Das Unternehmen ist hauptsächlich im Handel mit Erdöl- und Erdölprodukten, erneuerbaren Energien, Nichteisenmetallen, Erzen und Konzentraten für die Industrie aktiv. Im globalen Handel mit Nichteisenmetallen positioniert sich Trafigura als zweitgrößtes und im Handel mit Erdöl als drittgrößtes unabhängiges Unternehmen.

## Hintergrund
Trafigura beschäftigt rund 1900 Mitarbeiter und verfügt über 62 Büros in 38 Ländern. Die Hauptstandorte befinden sich in Singapur sowie in London, Amsterdam und Genf. Trafigura wurde 1993 von Claude Dauphin – einem früheren leitenden Mitarbeiter von Marc Rich – zusammen mit weiteren ehemaligen Rich-Spitzenkräften gegründet und befindet sich im Besitz der Gründungsaktionäre sowie des Managements. Trafigura ist gemeinsam mit der angolanischen Sonangol Holdings Eigentümer der Puma Energy mit Sitz in Genf.

## Skandal um Verklappung hochgiftigen Schlamms
2006 charterte Trafigura den Frachter Probo Koala, um mehr als 500 Tonnen hochgiftigen Schlamms einer ordnungsgemäßen Entsorgung in Amsterdam zuzuführen. Es handelte sich um Reste, die bei der Erdölverarbeitung zurückbleiben, d. h. eine Mischung aus Benzin- und Rohölresten sowie Reinigungschemikalien. Nach Angaben der Auftraggeber scheiterte die Entsorgung, da eines der Unternehmen einen höheren Preis forderte als abgemacht. Daraufhin suchte der Frachter wochenlang erfolglos in Europa nach einem Hafen, der ihm seine giftige Fracht abgenommen hätte; im westafrikanischen Abidjan wurde der Giftmüll schließlich in Tankfahrzeuge umgepumpt. Diese verteilten ihn in der Nacht auf den 18. August 2006 in Bäche rund um den als Müllhalde bekannten Stadtteil Akuedo.
Die Abfälle setzten sofort große Mengen des hochgiftigen Gases Schwefelwasserstoff frei, die die Einwohner im Schlaf überraschten. Mindestens 15 starben sofort. Die anderen versuchten dem charakteristischen Geruch des Gases nach faulen Eiern durch die Flucht ins Freie zu entgehen, liefen damit aber erst recht in die Gefahrenzone. Über 30.000 Menschen erlitten akute Vergiftungen. Viele leiden bis heute an chronischen Atemwegserkrankungen, Hautausschlägen und Sehbehinderungen. Seit 2006 wird in Akuedo zudem ein starker Anstieg an Fehlgeburten und Krebserkrankungen beobachtet.
Ein Teil des Giftschlamms ist nach einem Monat wieder abtransportiert worden, um in Frankreich in einer Sondermüllanlage behandelt zu werden. Dennoch ist der Stadtteil bis heute so schwer kontaminiert, dass er 2021 in die UN-Liste der 50 schlimmsten Opferzonen aufgenommen wurde.
Ein niederländisches Gericht hatte das Unternehmen im Juli 2010 bereits für schuldig befunden, den giftigen Müll illegal von Amsterdam exportiert, sowie den wahren Inhalt der Fracht verborgen zu haben. Trafigura erklärte sich bereit, eine Entschädigung von 150 Millionen Euro zu zahlen. Es wird berichtet, dass große Teile dieser Entschädigung nicht bei den Betroffenen angekommen sind.
In dem am 25. September 2012 veröffentlichten Bericht The Toxic Truth hatten Greenpeace und Amnesty International Großbritannien aufgefordert, Ermittlungen gegen den Konzern in die Wege zu leiten.

## Verurteilung wegen Korruption
Laut Anklage sei Trafigura zwischen April 2009 und Oktober 2011 in Korruptionszahlungen an einen angolanischen Amtsträger verwickelt gewesen. Am 31. Januar 2025 wurden im Urteil des Bundesstrafgerichts hochrangige Mitarbeiter und Mittelsmänner des Konzerns verurteilt. Auch Trafigura selbst wurde verurteilt, da man zu wenig getan habe, um die Korruption zu verhindern. Es sei das erste Mal gewesen, dass ein Schweizer Rohstoffkonzern wegen Korruption verurteilt wurde. Da der Weg zur Berufung offen steht, ist das Urteil noch nicht rechtskräftig.